# Тысменичаны
Тысменича́ны (укр. Тисменичани) — село в Ивано-Франковской городской общине Ивано-Франковского района Ивано-Франковской области Украины.

## История
В 1988 году здесь была построена новая благоустроенная школа на 624 учащихся (архитектор Р. Гуцуляк).
Население по переписи 2001 года составляло 3071 человек.